# Cmentarz karaimski w Warszawie
Cmentarz karaimski w Warszawie – nekropolia znajdująca się przy ul. Redutowej w Warszawie. Jedyny w Polsce cmentarz wyznaniowy społeczności Karaimów.

## Historia
Historia cmentarza karaimskiego w Warszawie wiąże się z Karaimami przybywającymi do miasta w drugiej połowie XIX wieku. Byli oni poddanymi Imperium Rosyjskiego, wśród których przeważali związani z przemysłem tytoniowym przybysze z Krymu, choć zdarzali się również przyjezdni Karaimi z innych wówczas rosyjskich miast, takich jak Troki i Łuck. Brak jest dokładnych danych statystycznych co do liczebności warszawskich Karaimów, ale na podstawie różnych szczątkowych informacji można przyjąć, iż w okresie między 1882 a 1914 obecność Karaimów w Warszawie utrzymywała się na poziomie od 20 do 50 osób.
Karaimi mieszkający w Warszawie na przełomie wieków XIX i XX podlegali zwierzchnictwu duchowemu hachanatu taurydzkiego z Eupatorii, a nie znacznie bliższego hachana trockiego. Dlatego też i sam cmentarz karaimski został założony w 1890 roku, za zgodą urzędującego na Krymie hachana taurydzkiego.
Niewielka warszawska społeczność karaimska stanęła przed koniecznością założenia cmentarza pod koniec lat 80. XIX wieku. Pierwszych zmarłych przewożono aż do Trok, by pochować ich zgodnie z karaimską tradycją na terenie tamtejszego cmentarza. Problematycznym okazywało się przy tym dotrzymywanie rytualnych terminów obrządku, zgodnie z którymi pogrzeb powinien odbyć się niezwłocznie i zabronione jest przetrzymanie ciała przez sobotę.
Pierwotnie, około 1887 roku, nekropolia karaimska miała powstać na terenie ówczesnej gminy Bródno, w sąsiedztwie Kirkutu Praskiego oraz Cmentarza Bródnowskiego. Ostatecznie cmentarz otwarto na drugim krańcu przedmieść Warszawy na Woli.
Działka pod cmentarz o powierzchni 550 m² została nabyta – po uzyskaniu zezwolenia warszawskiego generał-gubernatora – od parafii prawosławnej przy cerkwi Włodzimierskiej Ikony Matki Bożej na Woli. Aktu zakupu dokonało siedmiu Karaimów, spośród których tylko jeden nie pochodził z Krymu. Teren, który przeznaczono pod cmentarz karaimski, leżał ówcześnie na dalekich przedmieściach Warszawy. 
Pierwszego pochówku na cmentarzu dokonano w czerwcu 1890 (zmarłym był Józef Kobecki, miesięczne niemowlę). Następne cztery pochówki odbyły się kolejno: w 1892 (trzyletnia dziewczynka Helena Abkowicz), w 1895 (Saduk Osipowicz Kefeli z Kaffy, jeden z fundatorów cmentarza; jego nagrobek jest najstarszym z nieanonimowych nagrobków zachowanych na terenie nekropolii), w 1898 (kupiec Saduk Kefeli) i w 1899 roku (kupiec Gelel Babadżan).
W okresie II Rzeczypospolitej społeczność karaimska Warszawy zmieniła swoje oblicze, na miejsce dawnych krymskich kupców i studentów przybywali tam Karaimi z mniej odległych gmin karaimskich w Wilnie, Trokach, Łucku i Haliczu. Mimo niewątpliwej obecności Karaimów w międzywojennej Warszawie znany jest tylko jeden pochówek z okresu międzywojennego, który odbył się w 1934 roku (pochowano pochodzącego z Łucka zmarłego tragicznie Gabriela Pileckiego). Prawdopodobnie w okresie tym spoczęły na cmentarzu jeszcze dwie bądź trzy osoby. 
Nekropolia doznała zniszczeń w trakcie kampanii wrześniowej (częściowemu zniszczeniu uległy wówczas prawdopodobnie zarówno mur, jak i niektóre groby). Dewastacji dopełniło bombardowanie ulicy Wolskiej podczas powstania warszawskiego.
W latach 1946−47 na istniejącym fundamencie posadowiono nowe metalowe ogrodzenie. Pierwszego pogrzebu dokonano już po uporządkowaniu cmentarza i uzyskaniu oficjalnej zgody na pochówki. W roku 1947 bądź 1948 na cmentarzu spoczął mierniczy Michał Szpakowski (zabity w bandyckim napadzie w Podkowie Leśnej 30 grudnia 1945 roku, ekshumowany z cmentarza kaukaskiego).
6 sierpnia 1977 roku prawosławny metropolita warszawski i całej Polski Bazyli zezwolił na karaimskie pochówki również na części cmentarza prawosławnego, przylegającej do nekropolii karaimskiej (wydzielając na nim karaimską kwaterę o powierzchni 1375 m²). Równocześnie zarząd Karaimskiego Związku Religijnego starał się o poszerzenie cmentarza poprzez przyłączenie do niego niezagospodarowanego terenu pomiędzy cmentarzem karaimskim a obwałowaniem cmentarza prawosławnego. Umowę przekazania nieruchomości o powierzchni 1122 m² sporządzono 12 kwietnia 1994 roku. W roku 1996 zakończono wykonywanie ogrodzenia powiększonego cmentarza.
Między rokiem 1947 a 2010 na cmentarzu dokonano osiemdziesięciu jeden pochówków (trzech pochówków dokonano w kwaterze karaimskiej cmentarza prawosławnego na Woli).
Cmentarz liczy ok. 100 mogił. Nagrobki są typowe, inskrypcje napisane są w języku karaimskim. 
Najstarszym zachowanym nieanonimowym nagrobkiem jest nagrobek Saduka Kefeliego z roku 1895. Starszy od niego jest anonimowy pomnik z końca XIX wieku, wykonany z białego marmuru z delikatnymi zdobieniami roślinnymi, należący prawdopodobnie do zmarłej w trzy lata wcześniej trzyletniej Heleny Abkowicz. Oba najstarsze nagrobki poddano w latach 2006−2007 pracom konserwatorskim. W 1991 wpisany do rejestru, a w 2012 do gminnej ewidencji zabytków.
W 2022 teren skwer położony między ulicami Pustola i Redutową a cmentarzem karaimskim i cmentarzem prawosławnym otrzymał nazwę skwer Karaimski.

## Pochowani
- Rafał Abkowicz (zm. 1992) – hazzan
- Aleksander Dubiński (zm. 2002) – orientalista turkolog, karaimoznawca, pracownik naukowy Uniwersytetu Warszawskiego
- Szymon Firkowicz (zm. 1976) – elektronik, prof. dr hab. inż.
- Szymon Pilecki (zm. 2023) – specjalista inżynierii materiałowej, przewodniczący Karaimskiego Związku Religijnego[21]
- Ananiasz Rojecki (zm. 1978) – geofizyk
- Ananiasz Zajączkowski (zm. 1970) – orientalista turkolog, karaimoznawca, profesor Uniwersytetu Warszawskiego
- Włodzimierz Zajączkowski (zm. 1982) – orientalista turkolog, profesor Uniwersytetu Jagiellońskiego

## Galeria

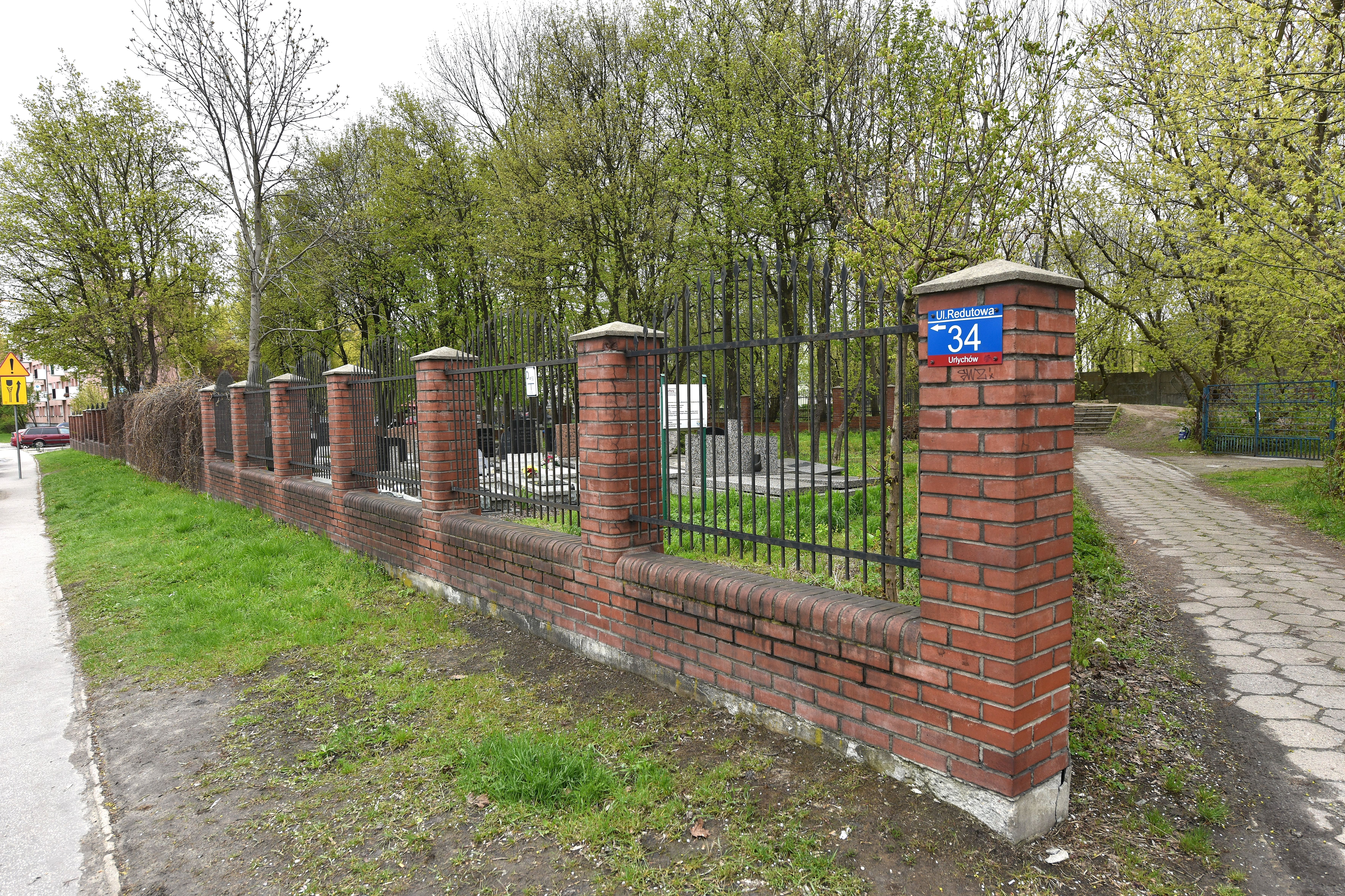
Nekropolia od strony ul. Redutowej
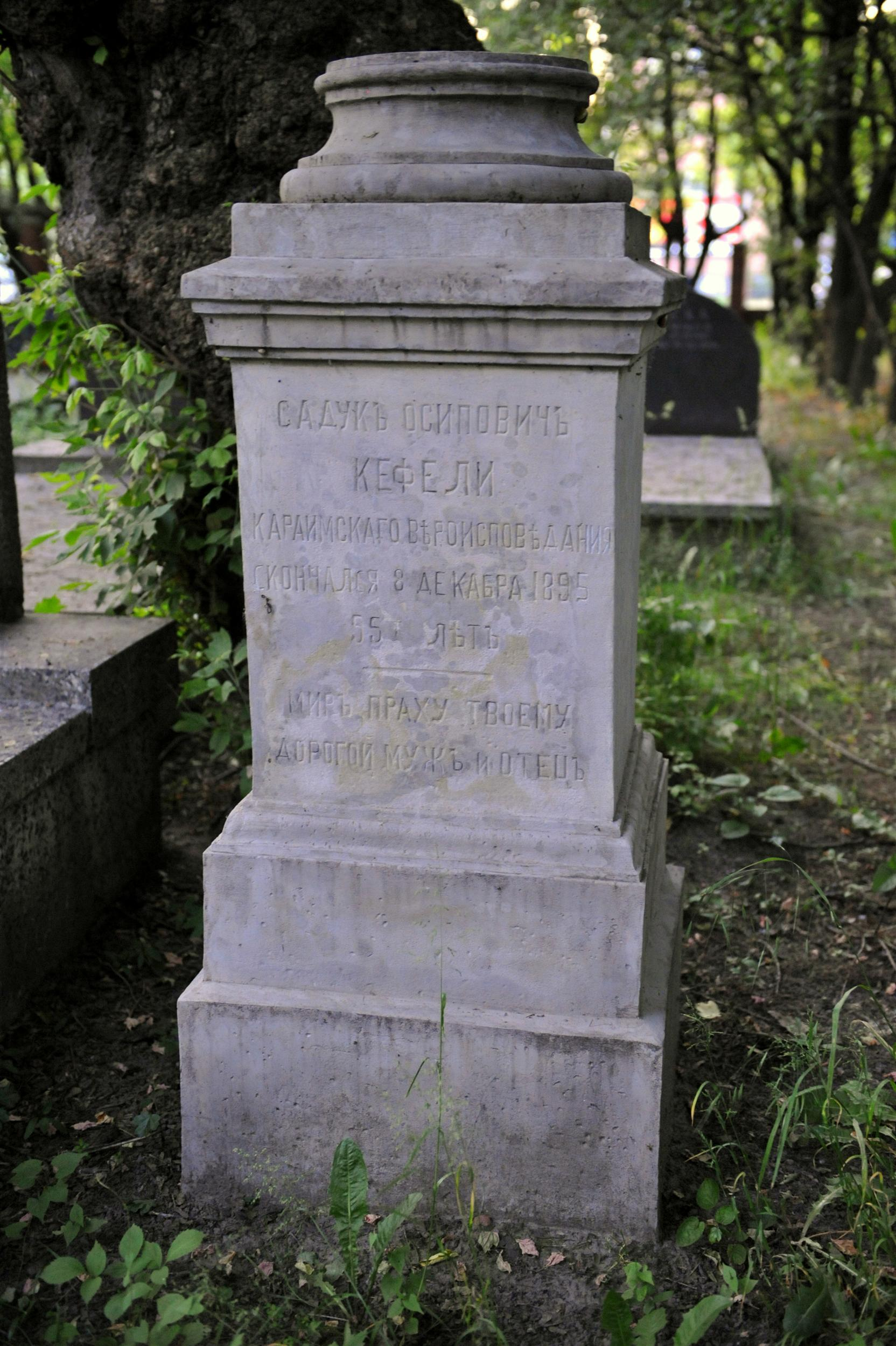
Grób Saduka Osipowicza Kefelego
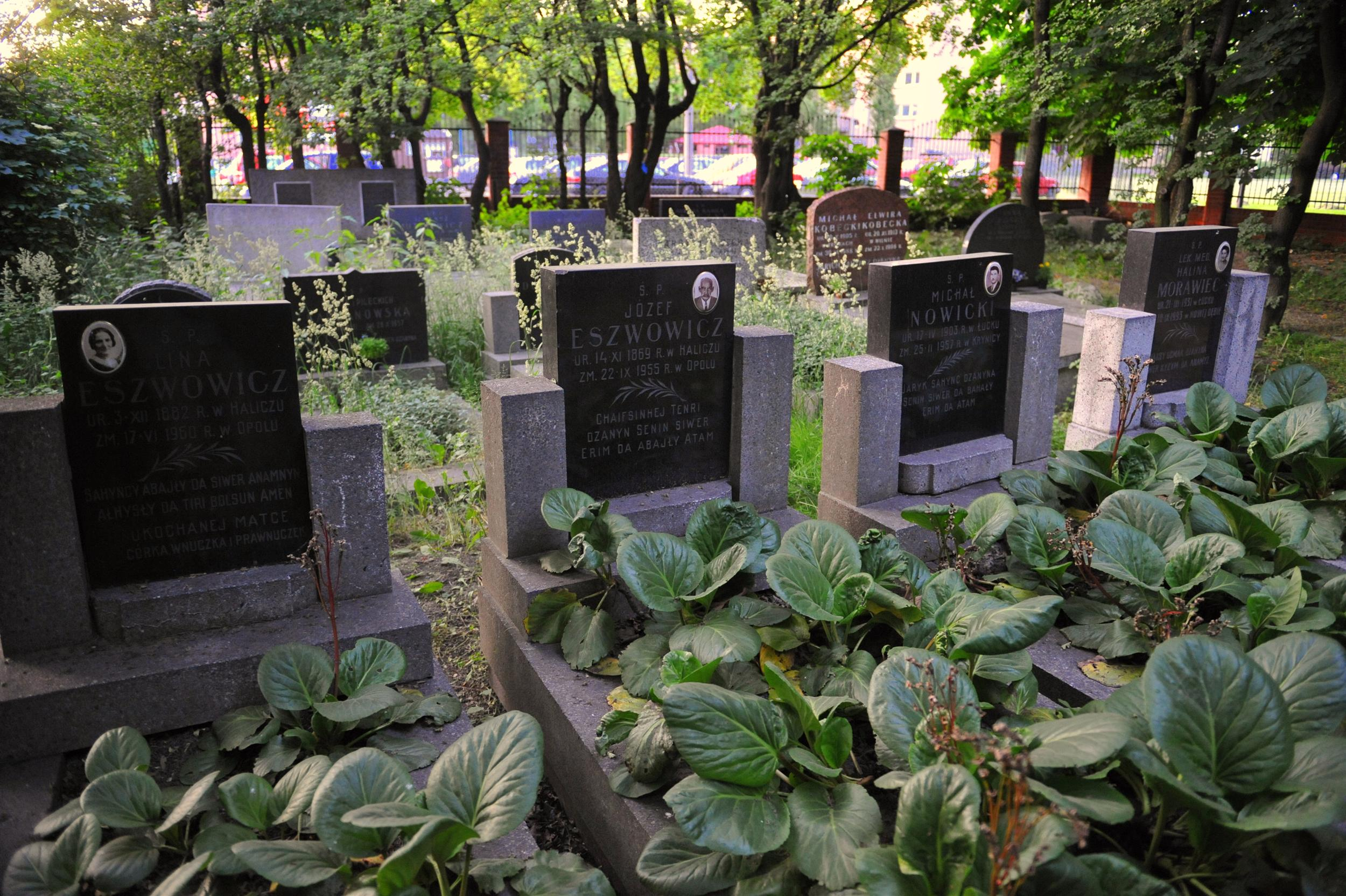
Groby na cmentarzu
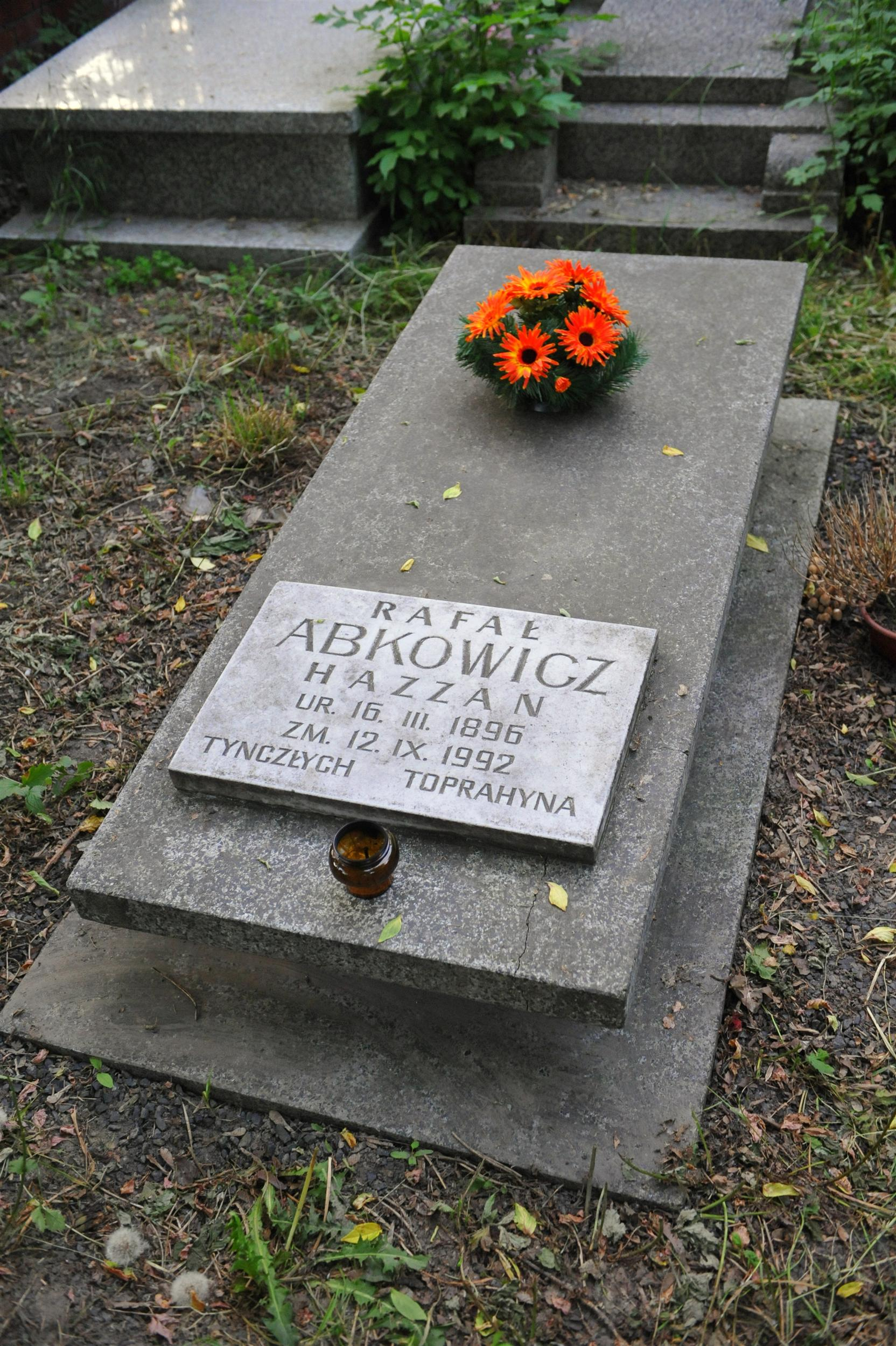
Grób hazzana Rafała Abkowicza
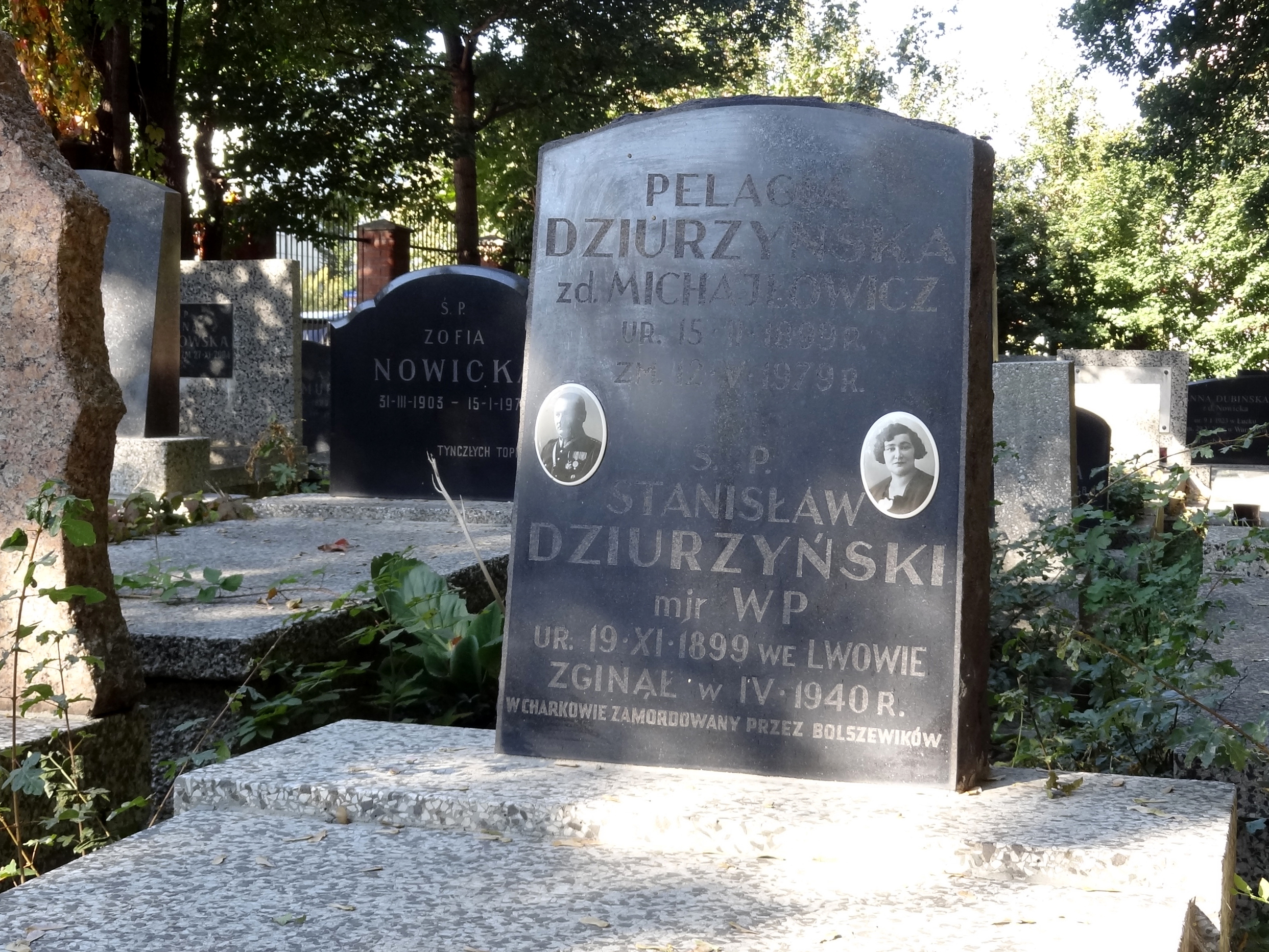
Grób Karaimki, upamiętniający też jej męża, ofiarę zbrodni katyńskiej
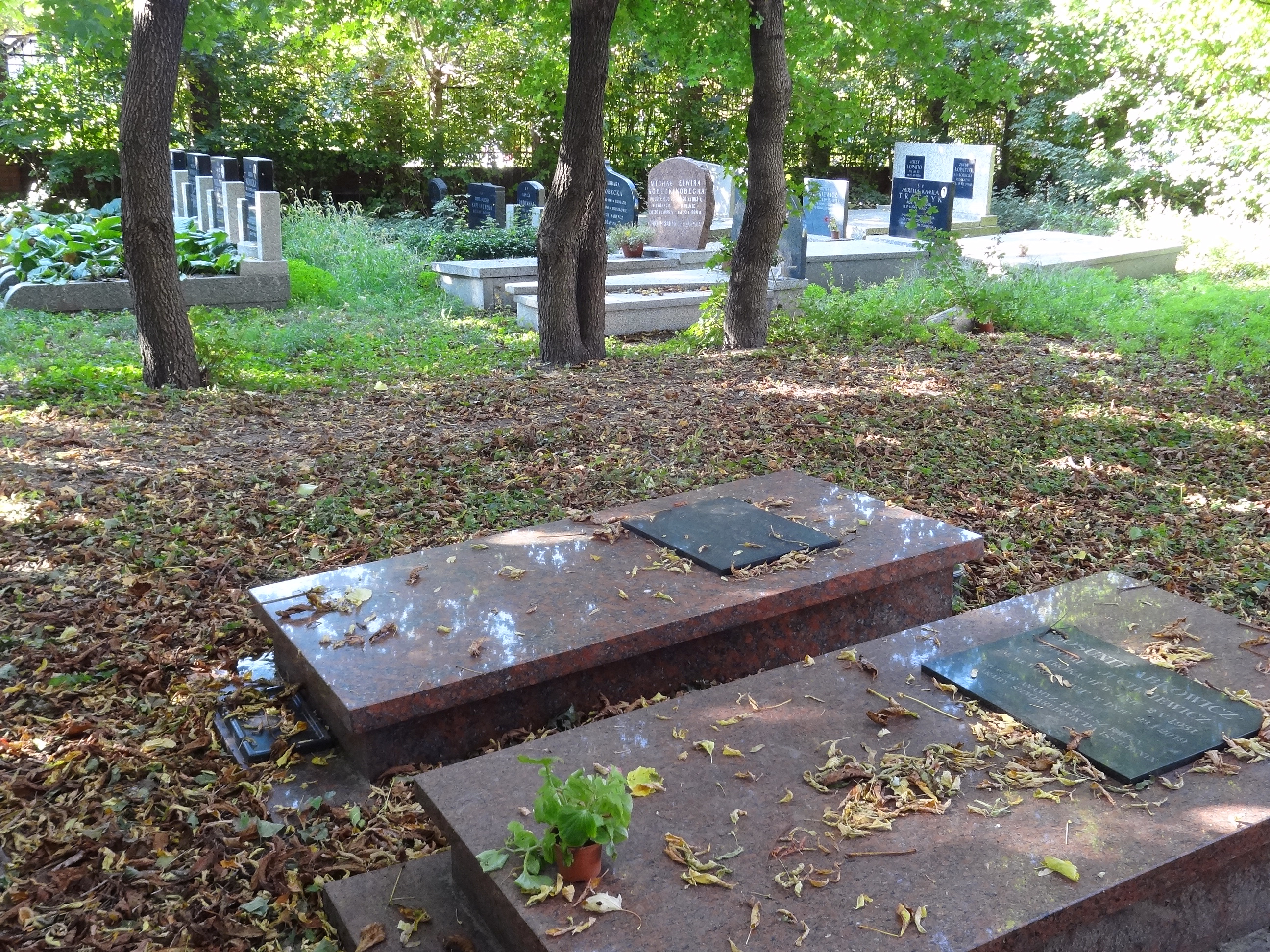
Ujęcie boczne na cmentarz z widoczną starszą i nowszą jego częścią
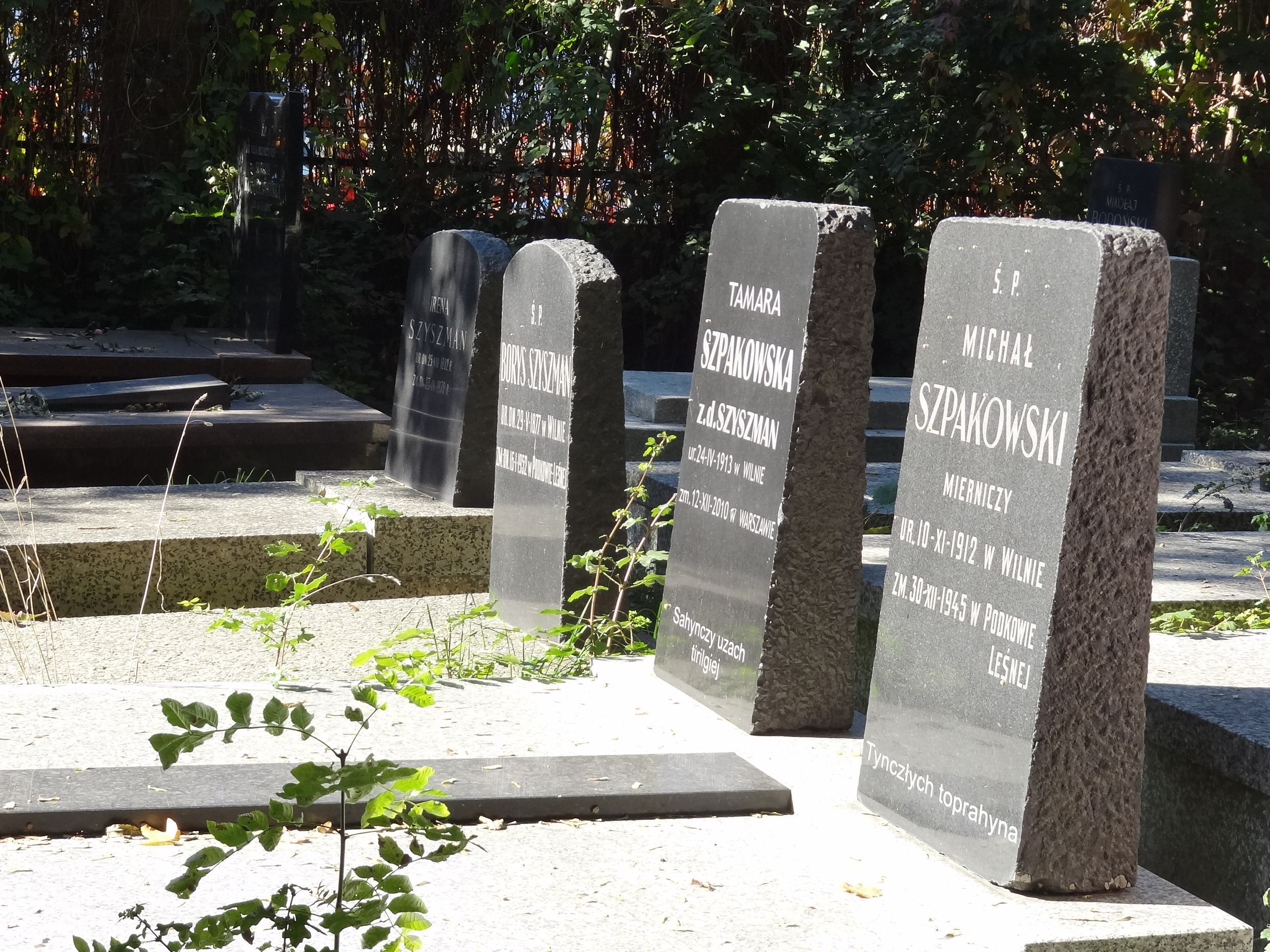
Jeden z rzędów rodzinnych